# Џорџ Р. Р. Мартин
Џорџ Рејмонд Ричард Мартин (енгл. George Raymond Richard Martin; Бејон, 20. септембар 1948), често називан Џи-Ар-Ар-Ем (енгл. GRRM), јесте амерички романописац, сценариста, телевизијски продуцент и писац кратких прича. Аутор је серије епских фантастичних романа Песма леда и ватре, који су адаптирани у Ејч-Би-Оуову серију Игра престола (2011–2019) награђену Еми наградом и њену наследну серију Кућа змаја (2022–данас). Такође је помогао у стварању антологијске серије Дивље карте и допринео изградњи света за видео игрицу Елден Ринг из 2022.
Године 2005. Лев Гросман из магазина Тајм је назвао Мартина „Америчким Толкином“, а 2011. је уврштен на годишњу Тиме 100 листу најутицајнијих људи на свету. Он је дугогодишњи грађанин Санта Феа, Нови Мексико, где је помогао у финансирању Meow Wolf-а и власник је биоскопа „Жан Кокто”. Град обележава 29. март као „Дан Џорџа Р. Р. Мартина”.

## Младост
Џорџ Рејмонд Мартин (усвојио је и име Ричард са 13 година) рођен је 20. септембра 1948. у Бејону, Њу Џерзи, као син бродара Рејмонда Колинса Мартина и Маргарет Брејди Мартин. Породица његове мајке је некада била богата, поседовала је успешан грађевински бизнис, али је све то изгубила у Великој депресији, на шта се Мартин сваки дан подсећао када је пролазио поред онога што је некада било пристаниште и кућа његове породице. Има две млађе сестре, Дарлин и Џенет. Он је претежно ирског порекла; ДНК тест у серији Пронађите своје корене показао је да је 53,6% "Британац и Ирац", 22,4% Ашкенази Јевреј и 15,6% "Широко северозападни Европљанин".
Породица је прво живела у кући на Бродвеју која је припадала Мартиновој прабаки. Године 1953. преселили су се у федерални стамбени пројекат у близини докова у Бајону. Током Мартиновог детињства, његов свет се претежно састојао од „Прве улице до Пете улице“, између његове основне школе и његовог дома; овај ограничени свет га је навео да пожели да путује и доживи друга места, али једини начин да то уради била је његова машта, и постао је прождрљив читалац. Мартин је почео да пише и продаје приче о чудовиштима за пени другој деци из суседства, укључујући и драматична читања. Такође је писао приче о митском краљевству насељеном његовим љубимцима корњачама; корњаче су често умирале у свом замку од играчака, па је одлучио да се међусобно убијају у „злокобним заверама“. Мартин је имао навику да започиње „бескрајне приче“ које никада није завршио, јер на папиру нису испале тако добро као што их је замишљао.
Мартин је похађао школу Мери Џејн Донохо, а касније и средњу школу Марист. Док је тамо постао страствени обожавалац стрипова, развијајући снажно интересовање за суперхероје које објављује Марвел, а касније је Стену Лију приписао један од његових највећих књижевних утицаја; „Можда Стен Ли има највећи књижевни утицај на мене, чак и више од Шекспира или Толкина.“ Писмо које је Мартин написао уреднику Фантастичне четворке штампано је у броју 20 (новембар 1963); био је први од многих послатих, на пример, Фантастична четворка #32, #34 и други. Обожаваоци који су читали његова писма писали су му редом писма, и кроз такве контакте, Мартин се придружио новонасталом стрип фандому тог доба, пишући белетристику за разне фанзине; купио је прву карту за први светски Комик-Кон, одржан у Њујорку 1964. године. Године 1965. Мартин је освојио награду стрип фандома за најбољу фантастику за своју причу о суперхеројима у прози „Поверман против Плаве баријере“.
Године 1970. Мартин је стекао звање Б.С. у новинарству на Медил школи за новинарство Универзитета Нортвестерн у Еванстону, Илиноис, дипломирао је са похвалом; наставио је да завршава свој М.С. у новинарству 1971, такође из Медила. Подобан за регрутацију током рата у Вијетнаму, на који се противио, Мартин се пријавио и добио статус приговарача савести; уместо тога је две године (1972–1974) радио у алтернативној служби као добровољац ВИСТА, придружен округу Кук Фондација за правну помоћ.

### Уредник
- New Voices in Science Fiction (1977: нове приче добитника Џон В. Кембел награде)
- New Voices in Science Fiction 2 (1979: нове приче добитника Џон В. Кембел награде)
- New Voices in Science Fiction 3 (1980: нове приче добитника Џон В. Кембел награде)
- New Voices in Science Fiction 4 (1981: нове приче добитника Џон В. Кембел награде)
- The Science Fiction Weight Loss Book (1983; коаутори - Исак Асимов и Мартин Х. Гринберг
- The John W. Campbell Awards, Volume 5 (1984, continuation of the New Voices in Science Fiction series)
- Night Visions 3 (1986)

#### Wild Cardsуредник (и аутор прича у многим издањима)
- Wild Cards (1987; проширено у издању из 2010. са три нове приче/аутора)
- Wild Cards II: Aces High (1987)
- Wild Cards III: Jokers Wild (1987)
- Wild Cards IV: Aces Abroad (проширено у издању из 2015. са две нове приче/аутора)
- Wild Cards V: Down & Dirty (1988; друга књига Puppetman четворокњижја)
- Wild Cards VI: Ace in the Hole (1990; трећа књига Puppetman четворокњижја)
- Wild Cards VII: Dead Man's Hand (1990; четврта књига Puppetman четворокњижја)
- Wild Cards VIII: One-Eyed Jacks (1991; прва књига из серијала Rox Triad)
- Wild Cards IX: Jokertown Shuffle (1991; друга књига из серијала Rox Triad)
- Wild Cards X: Double Solitaire (1992)
- Wild Cards XI: Dealer's Choice (1992; трећа књига из серијала Rox Triad)
- Wild Cards XII: Turn of the Cards (1993)
- Wild Cards XIII: Card Sharks (1993; прва књига Card Shark трилогије)
- Wild Cards XIV: Marked Cards (1994; друга књига Card Shark трилогије)
- Wild Cards XV: Black Trump (1995; трећа књига Card Shark трилогије)
- Wild Cards XVI: Deuces Down (2002)
- Wild Cards XVII: Death Draws Five (2006; самостални роман Џона Џеј Милера)
- Wild Cards XVIII: Inside Straight
- Wild Cards XIX: Busted Flush
- Wild Cards XX: Suicide Kings
- Wild Cards XXI: Fort Freak
- Wild Cards XXII: Lowball
- Wild Cards XXIII: High Stakes
- Wild Cards XXIV: Mississippi Roll
- Wild Cards XXV: Low Chicago
- Wild Cards XXVI: Texas Hold 'Em
- Wild Cards XXVII: Knaves Over Queens (2019)
- Wild Cards XXVIII: Three Kings (2020)
- Wild Cards XXIX: Joker Moon (2021)
- Wild Cards XXX: Full House (2022)
- Wild Cards XXXI: Pairing Up (TBA)

#### Друге антологије, коуредник са Гарднером Дозуа
- Songs of the Dying Earth (2009)
- Warriors (2010)
- Songs of Love and Death (2010)
- Down These Strange Streets (2011)
- Old Mars (2013)[15]
- Dangerous Women (2013[16])[17]
- Rogues (2014)[15]
- Old Venus (2015)[15][18]